# Storia della nozione di funzione matematica
Il termine funzione è stato introdotto nella matematica da Gottfried Leibniz nel 1694, per denotare una quantità collegata ad una curva, come la pendenza di una curva o uno specifico punto di una curva. Le funzioni considerate da Leibniz oggi sono chiamate più particolarmente funzioni differenziabili e costituiscono il tipo di funzione più frequentemente impiegato nelle applicazioni. Per questo tipo di funzione, si possono considerare limiti e derivate; entrambe queste nozioni sono misure del cambiamento dei valori di uscita associato a un cambiamento dei valori di ingresso; queste misure costituiscono la base del calcolo infinitesimale.
Successivamente, intorno alla metà del XVIII secolo la parola funzione fu usata da Eulero per descrivere una espressione o una formula che coinvolge vari argomenti, come ad es. f(x) = sin(x) + x3.
Nel corso del XIX secolo i matematici hanno cominciato a formalizzare tutte le differenti branche della matematica. Karl Weierstrass ha sostenuto che si dovesse costruire il calcolo infinitesimale a partire dall'aritmetica e non sulla geometria; questo ha fatto preferire la definizione di Eulero a quella di Leibniz (vedi aritmetizzazione dell'analisi).
Ampliando la definizione di funzioni, i matematici si sono posti in grado di studiare gli oggetti matematici "strani" come le funzioni continue che non sono in alcun punto differenziabili. Queste funzioni in un primo momento venivano considerate solo delle curiosità formali e fino all'inizio del XX secolo venivano chiamate indifferenziatamente "mostri". Le potenti tecniche dell'analisi funzionale successivamente sviluppate hanno mostrato che queste funzioni sono in qualche senso "più comuni" delle funzioni differenziabili. Queste funzioni da allora si sono cominciate ad applicare alla modellizzazione di fenomeni fisici come il moto browniano.
Verso la fine del XIX secolo i matematici hanno cominciato a tentare di formalizzare l'intera matematica servendosi della teoria degli insiemi e si sono proposti di definire ogni entità matematica mediante un insieme. Dirichlet e Lobachevcky indipendentemente e quasi simultaneamente hanno data la moderna definizione "formale" di funzione.
Secondo tale definizione, una funzione è un caso speciale di una relazione. In gran parte dei casi di interesse pratico, tuttavia, le differenze fra la definizione moderna e quella di Eulero possono essere trascurate.
Negli anni intorno al 1930, nell'ambito della logica matematica e della teoria della computazione è stata introdotta una nozione di funzione che si avvicina a quella di regola per una computazione, piuttosto che a quella di genere speciale di relazione. Questa nozione è stata e formalizzata mediante svariati sistemi e macchine formali, come il lambda calcolo, la teoria delle funzioni ricorsive e la macchina di Turing per opera di personaggi come Alonzo Church, Emil Post e Alan Turing.
Questa definizione non va vista come in conflitto con quella di Dirichlet e Lobachevcky, ma piuttosto come complementare ad essa; corrisponde ad un punto di vista più ampio, nel quale si distinguono l'approccio matematico condotto su basi assiomatiche a livello generale (ma trascurando le questioni riguardanti i calcoli effettivi), e l'approccio che intende rendersi consapevole dei problemi posti dai procedimenti di calcolo effettivi, al fine di porsi in grado di intervenire nelle questioni derivanti dall'esigenza di studiare a livello generale gli algoritmi e la complessità delle computazioni. In effetti gli studi sulle funzioni calcolabili sono stati fatti propri dalla informatica teorica fin dal suo inizio.